# Le Puy-Sainte-Réparade
Le Puy-Sainte-Réparade ist eine französische Gemeinde mit 5794 Einwohnern (Stand 1. Januar 2022) im Département Bouches-du-Rhône der Region Provence-Alpes-Côte d’Azur. 

## Geografie
Die Gemeinde liegt an der Durance, 17 Kilometer nördlich von Aix-en-Provence. Die Nachbargemeinden von Le Puy-Sainte-Réparade sind Villelaure im Norden, Pertuis im Nordosten, Meyrargues im Osten, Venelles im Südosten, Aix-en-Provence im Süden und Rognes und Saint-Estève-Janson im Westen.

## Geschichte
Der Namensteil Sainte-Réparade geht wahrscheinlich auf die Heilige Reparata zurück, deren Reliquien im 11. Jahrhundert in den Besitz der lokalen Kirche übergingen. Auf dem Hügel Le Puech, auf dem sich früher das keltische Oppidum La Quille befand, wurde im 10. Jahrhundert eine Burg errichtet. Dieser Hügel ist für den Namensbestandteil Le Puy verantwortlich. Im 11. Jahrhundert kam sie in die Hände der Erzbischöfe von Aix-en-Provence. Daher wurden diese auch Herren des Ortes. Zu dieser Zeit handelte es sich bei dem Ort nur um einige verstreute Häuser auf den Anhöhen, außerdem lebten die Menschen teilweise in Höhlen. Die Existenz einer Fähre über die Durance ist für das Jahr 1297 belegt. Gegen 1510 wurde das Dorf Opfer der Pest und der Religionskriege. Nach den Religionskriegen zog ein Teil der Bevölkerung hinunter in die Ebene. 1612 wurde die Zerstörung der Burg beschlossen. Nach der Zerstörung der Burg zogen die Menschen hinunter auf ein Plateau, wo später die Pfarrkirche gebaut wurde. Dort liegt das heutige Dorf. 1880 wurde der Ort an die Eisenbahn angebunden.

### Bevölkerungsentwicklung
| Jahr      | 1962 | 1968 | 1975 | 1982 | 1990 | 1999 | 2008 | 2018 |
| Einwohner | 2641 | 2569 | 2859 | 3079 | 4414 | 4812 | 5276 | 5744 |

## Sehenswürdigkeiten
- Pfarrkirche Sainte-Marie aus dem 18. Jahrhundert
- Kapelle Sainte-Réparade aus dem 10. oder 11. Jahrhundert (1677 und 1975 restauriert)

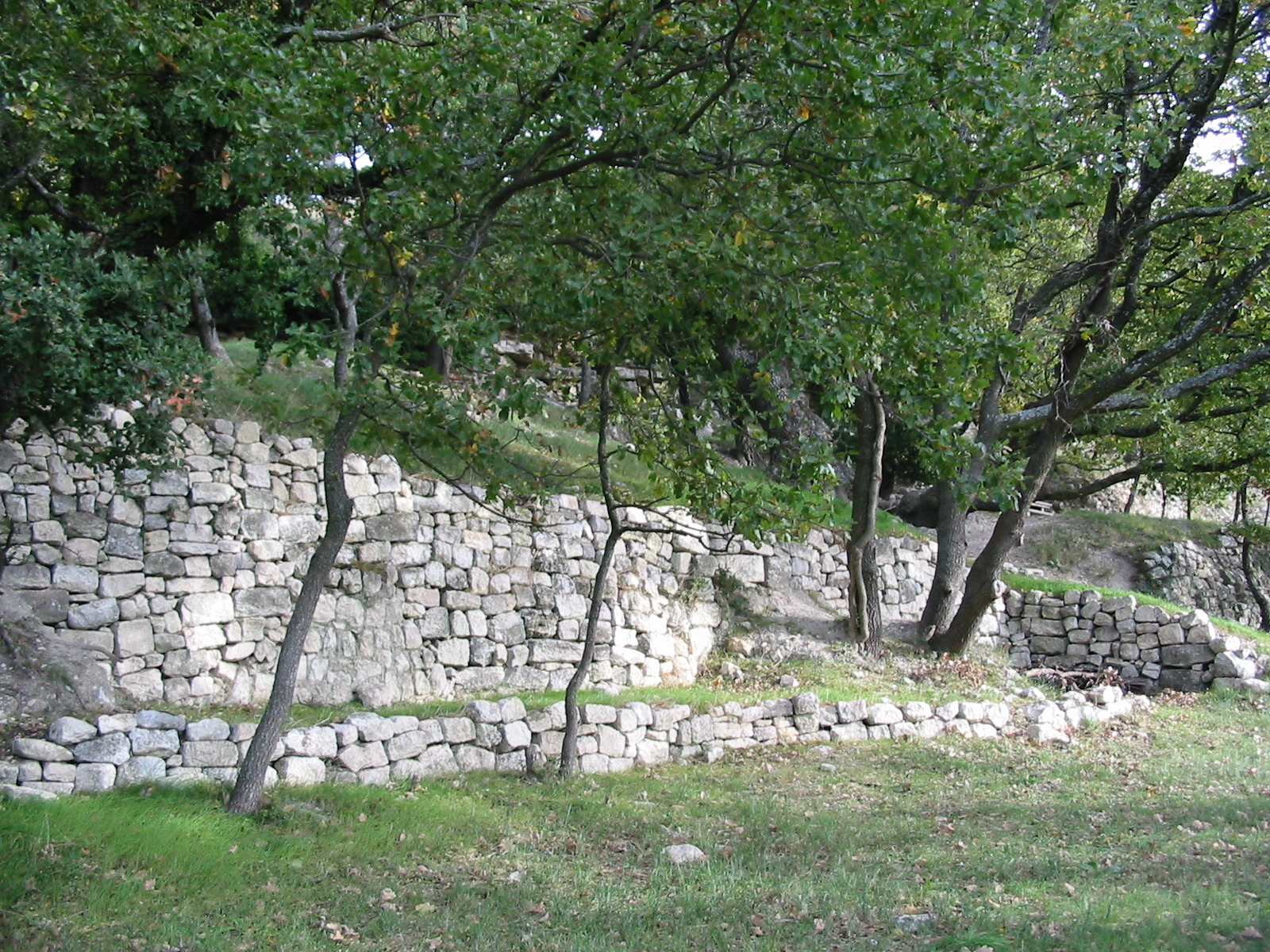
Überreste des Oppidums La Quille
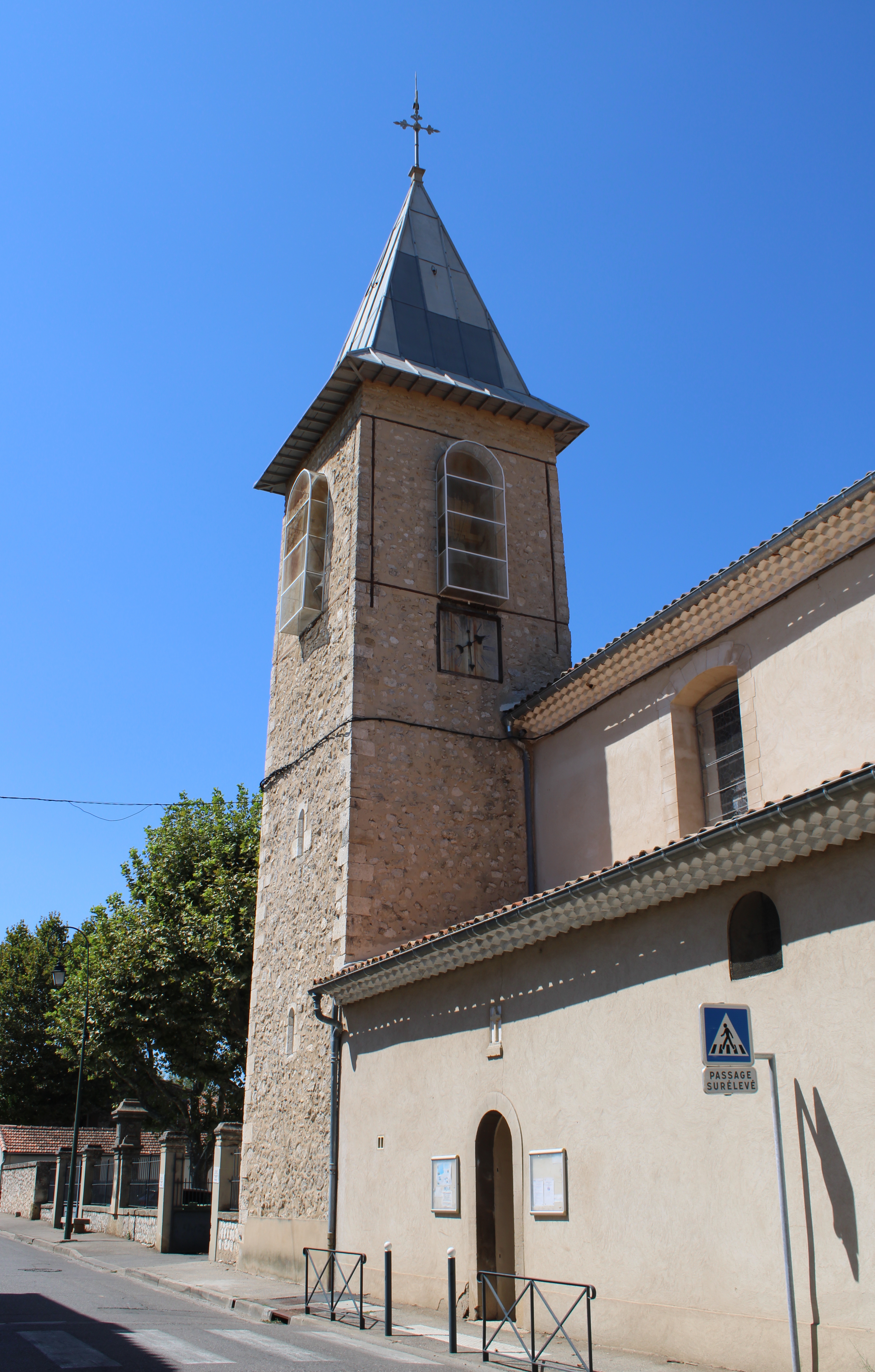
Kirche Sainte-Marie

## Persönlichkeiten
- Louis Artaud (1852–1937), Landwirt und 1920/1921 Mitglied des Senats